# Ellery Harding Clark
Ellery Harding Clark (West Roxbury, Massachusetts, 1874. március 13. – Hingham, Massachusetts, 1949. február 17.) amerikai atléta. Ő nyerte az első modern kori olimpia magasugró és távolugró számát is.

## Életrajza
Clark az egyetlen sportoló, aki távolugrásban és magasugrásban egyaránt olimpiai bajnoki címet szerzett. 1896-ban az athéni olimpián sikerült a duplázás. A Harvard egyetem hallgatója volt, az olimpia áprilisi időszakára tanulmányi szabadságot kért. Kiváló tanulmányi eredményeire való tekintettel ezt meg is kapta az Egyetem vezetésétől – ellentétben a szintén harvardi James Connollyval, aki bár nem kapott szabadságot, mégis részt vett az olimpián és szintén bajnoki címet szerzett.
Távolugrásban Clark nekifutása pontos hosszának megjelöléséhez a kalapját használta. A bíróként közreműködő trónörökös (a későbbi I. Konstantin király) azonban kétszer is elvette a kalapot, mondván, ez szabálytalan. Így Clark csak egyszer ugrott érvényeset, a harmadik ugrásával versenyezhetett, ahol már nem használta a kalapot, ez az ugrás azonban elég volt a győzelemhez: 635 centimétert ugrott.
Clark később megnyerte a magasugrást is nagy fölénnyel, 181 centiméteres eredménnyel.
Szintén indult súlylökésben is, itt a hétfős mezőnyben az utolsó három között végzett.
Egyik ugrásnemben sem nyert soha hazája bajnokságában. 1897-ben és 1903-ban ellenben a mai tízpróbának megfelelő összetett számban bajnok tudott lenni. Az 1897-es versenyen elért eredményeivel egy évvel korábban megnyerte volna az olimpia magasugró, távolugró és súlylökő számát, és talán a 100 méteres sík-, és a 110 méteres gátfutást is.

Clark részt vett az 1904-es olimpia tízpróba számában. Az első öt szám után (egyre erősödő bronchitise miatt) azonban fel kellett adnia a versenyt.
Clark civil élete ugyanilyen változatos volt. Íróként, ügyvédként is sikeres volt, de dolgozott az atlétikában edzőként, volt tanár is, és Boston városának képviselőjeként is. 19 könyve jelent meg, az egyik alapján 1952-ben akkor népszerű film készült, a Caribbean.
Az Amerikai atlétikai-szövetség 1991-ben választotta be őt Hall of Fame-jébe.